# اس‌تی واتل
اس‌تی واتل (به انگلیسی: ST Wattle) یک کشتی است که طول آن ۷۵ فوت (۲۳ متر) می‌باشد. این کشتی در سال ۱۹۳۳ ساخته شد.